# 달시-바이스바하 방정식
유체 역학에서 달시-바이스바하 방정식(Darcy–Weisbach equation)은 일정한 길이의 파이프에서 유체가 흐를 때 따르는 마찰로 인한 압력 손실 또는 수두 손실과 비압축성 유체의 유체 흐름의 평균 속도를 관련시키는 상태 방정식이다. 방정식은 앙리 다르시(Henry Darcy)와 줄리어스 바이스바흐(Julius Weisbach)의 이름을 따서 명명되었다.
달시-바이스바하 방정식은 달시 마찰 계수(Darcy friction factor)로 알려진 무차원 마찰 계수를 포함한다.
유체가 일정 량을 가지고(유량), 일정 속도(유속)로 흐를 때 유체의 성상(성질 특히 점도)과 파이프 배관의 특성과 관련하여 손실되는 에너지를 표현한다. 그러나 결과적으로 에너지 보존의 법칙을 설명하고 있다.

## 압력손실 형식
{\displaystyle {{\Delta p} \over {L}}}는 단위 길이 당 압력 손실
{\displaystyle {{\Delta p} \over {L}}=f_{D}\cdot {{\rho } \over {2}}\cdot {{v^{2}} \over {D}}}
{\displaystyle {L}} 파이프(배관) 길이
{\displaystyle {D}} 파이프 직경
{\displaystyle \rho } 밀도
{\displaystyle v} 유속
단위: 압력

## 수두 손실 형식
{\displaystyle {{\Delta p} \over {L}}={{f\rho v^{2}} \over {2D}}}
{\displaystyle \Delta p=\rho \cdot g\cdot \Delta h}에서
{\displaystyle {{\Delta h} \over {L}}={{fv^{2}} \over {2gD}}}
{\displaystyle {\Delta h}={{fLv^{2}} \over {2gD}}}
{\displaystyle \Delta h} 마찰손실 수두
{\displaystyle g} 중력가속도
{\displaystyle f=f_{D}}
단위: 길이

## 같이 보기
- 베르누이 방정식

## 참고
- Darcy-Weisbach Formula-Flow of fluid through a pipe
- Open source pipe pressure drop calculator